# NZH-Vervoermuseum

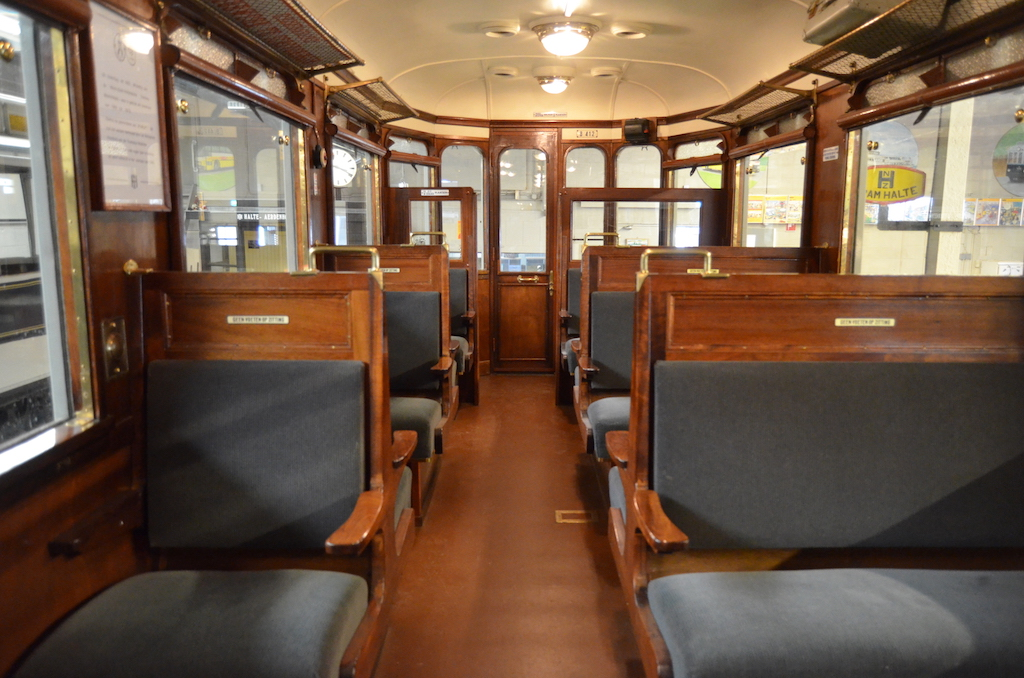
NZH-Vervoermuseum te Haarlem; het luxe interieur van het Boedapester Stuurstandrijtuig NZH B412.

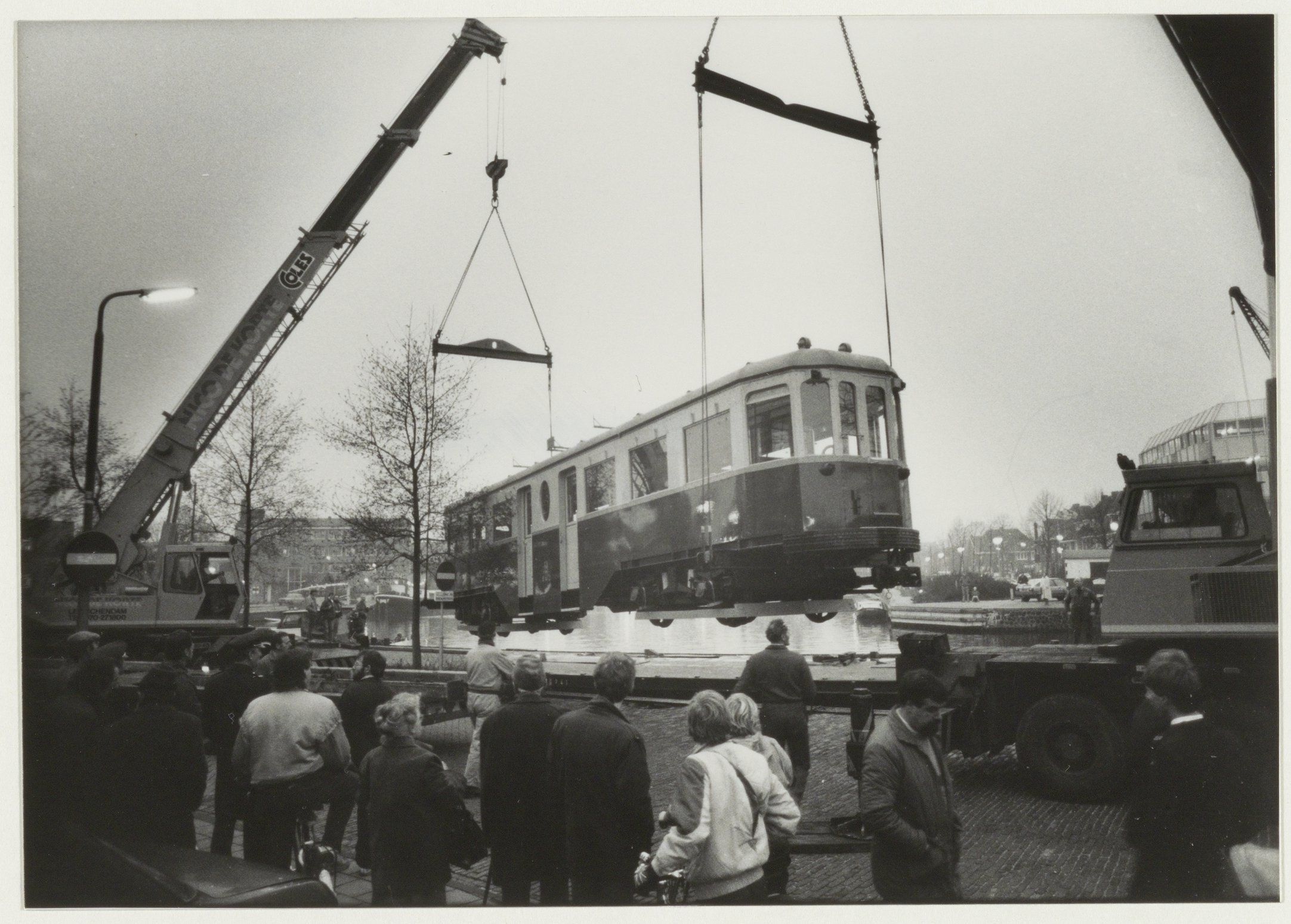
Aankomst van de na restauratie gereedgekomen NZH B412 aan de Leidsevaart te Haarlem; 1985.

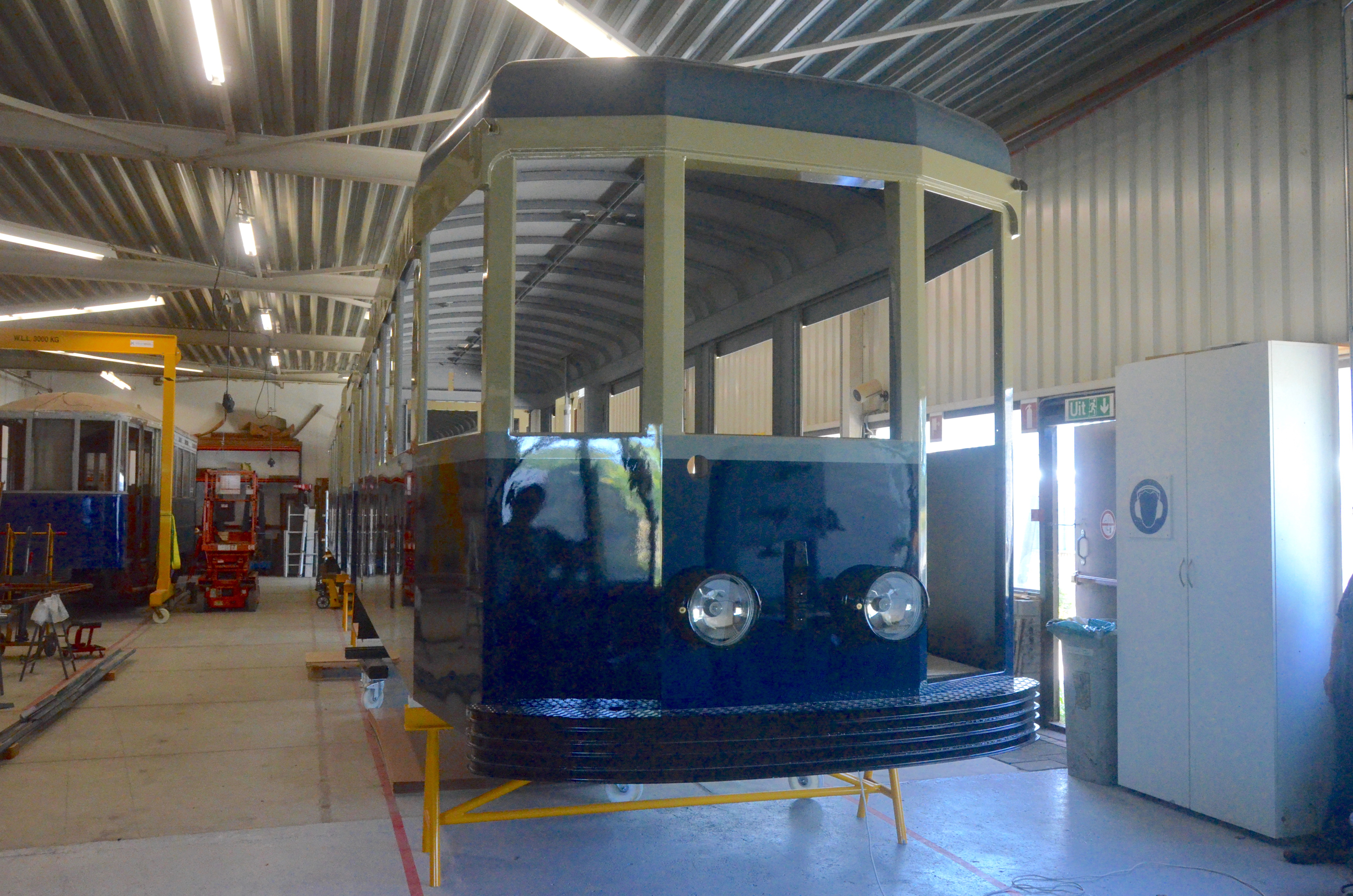
Casco van de in aanbouw zijnde NZH A619/A620; 17 juli 2021.

Het NZH-Vervoermuseum is een museum in de Noord-Hollandse stad Haarlem gewijd aan de geschiedenis van de Noord-Zuid-Hollandse Vervoer-Maatschappij (NZHVM). Het museum is gevestigd op het bedrijventerrein de Waarderpolder en voor publiek geopend op vrijdag en zaterdag van 11.00 tot 16.00 uur.

## Geschiedenis
Het museum werd opgericht in 1986. Het werd gevestigd op het terrein van de voormalige tramremise van de NZH aan de Leidsevaart 396 te Haarlem. Tot 2006 was hier de busgarage van Connexxion (opvolger van de NZH). De geschiedenis van het complex aan de Leidsevaart gaat terug tot 1899, toen de eerste elektrische tram met bovenleiding in Nederland ging rijden tussen Haarlem en Zandvoort. De trams van de Eerste Nederlandsche Electrische Tram-Maatschappij (ENET) hadden hier hun remise. Vanaf 1904 ging de exploitatie over op de Electrische Spoorweg-Maatschappij (ESM) die in dat jaar de tramlijn tussen Haarlem en Amsterdam (Spui) opende. Het complex werd met de uitbreiding van de tramdiensten vergroot. Ook het hoofdkantoor van de ESM, later de NZH, werd hier gevestigd.
Omdat het museum aan de Leidsevaart moest wijken voor woningbouw, werd in mei 2015 aangekondigd dat het ging verhuizen naar het bedrijventerrein Waarderpolder aan de noordoostkant van Haarlem. In afwachting daarvan werd het museum gesloten. In juli 2015 verhuisden de vier trams van de Leidsevaart naar het nieuwe onderkomen van het museum aan de A. Hofmanweg in de Waarderpolder. Op 11 april 2016 vond de officiële opening plaats van het vernieuwde en uitgebreide museum.

### De Nieuwe Blauwe Tram
In 2020 werd het museum uitgebreid met een extra hal. Deze gaat gebruikt worden als onderkomen voor de herbouw van de 'Nieuwe Blauwe Tram', motorwagen A619/A620, een replica van een tweelingstel serie A600 (1932-1961). Nog voor de komst van de te herbouwen tram arriveerde op 30 december 2020 al een Amsterdamse museumtram, bijwagen 754, die hier wordt gerestaureerd.
In Haarlem is door de 'Stichting De Nieuwe Blauwe Tram' in 2014 het initiatief genomen om de laatste nieuwgebouwde 'Blauwe Tram', het in 1932 door Beijnes te Haarlem gebouwde en in 1961 gesloopte tweelingtramstel A619/A620, te reconstrueren. Op basis van oude tekeningen is een nieuw ontwerp gemaakt waarmee een geheel nieuw tramstel wordt gebouwd. Na het inzamelen van voldoende geld is in 2020 in Winkel (Noord-Holland) een aanvang gemaakt met de bouw van de casco's voor de tram. Het eerste stalen casco (A619) arriveerde op 10 april 2021 in Haarlem. In een ruimte naast het NZH-Vervoermuseum zal de tram verder worden afgebouwd.

## Mobiele collectie

### Trams
De tramlijn Amsterdam - Zandvoort bleef in exploitatie tot 31 augustus 1957, toen de trams werden vervangen door bussen. Van het NZH-trammaterieel bleef maar weinig gespaard. In 1956 gingen het motorrijtuig A14 en het bijbehorende rijtuig BY2 met postafdeling, die tot dan toe dienstdeden op het Waterlandse net, naar het Nederlands Spoorwegmuseum (NSM) te Utrecht. Ook voor de opheffing van de Haarlemse tram verhuisde nog een motorwagen uit 1899 (A37) naar het NSM. De A37, A14 en BY2 verhuisden in 1997 naar de Leidsevaart 396, waar restauraties werden uitgevoerd.
Het museum beschikt ook over een van de beroemde Boedapester trams die zowel op de smalspoorlijn Amsterdam – Zandvoort als op de normaalspoorlijnen rond Leiden dienstdeden tussen 1924 en 1960. Er bleef slechts één wagenbak bewaard. De B464 (ex-B412) werd in 1957 verkocht als vakantiehuisje en stond tot 1973 in Groede in Zeeuws-Vlaanderen. Nadat deze wagenbak in 1976 was overgebracht naar Voorburg, werd hij door een werkgroep van vrijwilligers van de Tramweg-Stichting in jarenlange arbeid herbouwd tot een Boedapester-stuurstandrijtuig. Het rijtuig kreeg weer het oorspronkelijke nummer B412. In 1985 werd het gerestaureerde rijtuig overgebracht naar de Leidsevaart in Haarlem, waar een klein museum werd ingericht als herinnering aan de Blauwe Tram. In 1989 en 1997 kwamen ook de drie NZH-trams van het Nederlands Spoorwegmuseum naar het NZH-Vervoermuseum, zodat hier nu vier museumtrams te bezichtigen zijn.

### Bussen
Het museum beschikt over een tiental autobussen met een relatie tot het NZH-verleden; de NZH was als busbedrijf de grootste streekvervoerder van Nederland.

### Overzicht van voertuigen
| Bouwjaar | Bedrijf           | Nummer | Fabrikant / Merk                            | Carrosserie                              | Opmerkingen                                                                   | Afbeelding |
| -------- | ----------------- | ------ | ------------------------------------------- | ---------------------------------------- | ----------------------------------------------------------------------------- | ---------- |
| Trams    |                   |        |                                             |                                          |                                                                               |            |
| 1896     | TNHT, NZH         | BY2    | Métallurgique                               | –                                        | Van 1956 tot 1997 in het Spoorwegmuseum                                       |            |
| 1899     | ENET, ESM, NZH    | A37    | Beijnes                                     | –                                        | Van 1957 tot 1989 in het Spoorwegmuseum                                       |            |
| 1904     | ESM, NZH          | A14    | Métallurgique                               | –                                        | Van 1956 tot 1997 in het Spoorwegmuseum; in restauratie                       |            |
| 1923     | NZH               | B412   | Ganz (Boedapest)                            | –                                        | Vanaf 1985 in het NZH-Vervoermuseum                                           |            |
| 1949     | NZH               | H114   | Centrale Werkplaats NZH                     | –                                        | Schamelwagen                                                                  |            |
| Bussen   |                   |        |                                             |                                          |                                                                               |            |
| 1962     | Zuidooster        | 5023   | Leyland-Werkspoor LE-WS                     | Werkspoor                                | Bolramer-streekbus, gelijk aan NZH 4988-5021, te restaureren in NZH-huisstijl |            |
| 1965     | NZH               | 5372   | Leyland-Verheul LVS                         | Verheul                                  | Stadsbus Haarlem 1965-1967 GVB Amsterdam (huur)                               |            |
| 1966     | Diverse bedrijven | 118    | GMC'66 Eagle-GM / Bus & Car 04 Silver Eagle | Bus & Car Brugge                         | Touringcar, gelijk aan 101-117 van Euro Transport Nederland (ETN), later NZH  |            |
| 1966     | TESO, AOT, NZH    | 5      | DAF MB200                                   | BOVA                                     | Touringcar                                                                    |            |
| 1968     | NZH               | 1000   | Leyland-Verheul LVB668                      | Verheul                                  | Standaardstreekbus, eerste "Gele Rijder"                                      |            |
| 1972     | NZH               | 6915   | DAF MB200                                   | Den Oudsten                              | Standaardstreekbus; in restauratie                                            |            |
| 1979     | NZH               | 6511   | DAF MB200                                   | Den Oudsten (Daf Den Oudsten Kort (DOK)) | Stadsbus Alkmaar, Haarlem en Leiden                                           |            |
| 1980     | NZH               | 8970   | DAF MB200                                   | Van Hool                                 | Standaardstreekbus, verbouwd tot cabriolet                                    |            |
| 1983     | NZH               | 9452   | DAF MB200                                   | Den Oudsten                              | Standaardstreekbus                                                            |            |
| 1988     | WN / NZH          | 6580   | DAF B88 MF370                               | Den Oudsten                              | Midibus Stadsdienst Delft                                                     |            |